# Gylfe Anderberg
Karl Gotthard Gylfe Anderberg, född 5 maj 1878 i Hargs socken, Stockholms län, död 9 februari 1946 i Storkyrkoförsamlingen, Stockholm, var en svensk diplomat.

## Biografi
Anderberg tog kansliexamen i Uppsala 1905 innan han blev attaché (konsulatspirant) 1906. Han var vicekonsul i New York 1909, konsul i Montréal 1913, Chicago 1915 samt generalkonsul och chargé d’affaires i Mexico City (1916) 1917. Anderberg var därefter tillförordnad generalkonsul och chargé d’affaires i Rio de Janeiro 1919–1920, sändebud i disponibilitet 1921, tillförordnad envoyé i Mexiko och Kuba 1921–1937, även i Guatemala och Panama 1930–1937 och i Costa Rica, Honduras, Nicaragua och El Salvador 1936–1937, i disponibilitet 1937 samt tjänstgjorde som generalkonsul i Tanger från 1939.
Han gifte sig 1921 med Rosario Carrère (1883–1927).

## Utmärkelser
- Kommendör av 1. klass av Nordstjärneorden (KNO1kl)[3]
- Riddare av Vasaorden (RVO)[3]